# A14 (Kazakistan)
La Strada nazionale A14 è una strada del Kazakistan.

## Descrizione
La A14 è una strada principale in Kazakistan, situata nel sud del paese. La strada collega la città di Taraz con il confine con il Kirghizistan. È la strada più corta del paese con una lunghezza di 14 chilometri.

## Percorso
La A14 ha origine dalla strada A2 nella città di Taraz. L'A14 corre a sud attraverso una valle verde e coltivata e sul percorso si trovano piccoli villaggi periferici. Dopo Grodikovo, in Kirghizistan la strada continua verso Talas come EM17.

## Storia
La denominazione A14 è stata assegnata a questa strada nel 201, in seguito alla riforma del sistema stradale kazako. Non è chiaro quale fosse la precedente numerazione, secondo alcune fonti la denominazione sovietica era quella di KE-89. Secondo altri la strada non era numerata, il che però è improbabile per un collegamento importante come questo.